# Шорт-трек на зимових Олімпійських іграх 2010 — естафета (жінки)
[[Категорія:Шорт-трек на зимових Олімпійських іграх 2010}]]
Командні естафетні змагання з шорт-треку на дистанції 3000 м серед жінок у програмі Зимових Олімпійських ігор 2010 відбулися 24 лютого в Пасифік Колізіум. Перемогу, встановивши світовий рекорд, здобула збірна Китаю. Команда Південної Кореї фінішувала першою, але була дискваліфікована за заборонений правилами контакт, при якому південно-корейська ковзанярка завадила китайській.

## Результати

### Півфінали
| Місце | Півфінал | Країна         | Ковзанярі                                                    | Час      | Примітки |
| ----- | -------- | -------------- | ------------------------------------------------------------ | -------- | -------- |
| 1     | 1        | Південна Корея | Чо Ха Рі Кім Мін Чхун Лі Ин Бюл Пак Син Хі                   | 4:10.753 | QA       |
| 2     | 1        | США            | Кімберлі Деррік Елісон Дудек Лана Герінг Кетрін Ройттер      | 4:15.376 | QA       |
| 3     | 1        | Нідерланди     | Лісбет Мау Асан Йорін тер Морс Анніта ван Дорн Маїке Фос     | 4:16.520 | QB       |
| 4     | 1        | Італія         | Аріанна Фонтана Чечілія Маффей Мартіна Вальчепіна Катя Дзіні | 4:23.950 | QB       |
| 1     | 2        | КНР            | Сунь Ліньлінь Ван Мен Чжан Хвей Чжоу Ян                      | 4:08.797 | OR, QA   |
| 2     | 2        | Канада         | Джессіка Ґреґґ Калина Роберж Маріан Сен-Желе Таня Вісан      | 4:11.476 | QA       |
| 3     | 2        | Японія         | Іто Аюко Озава Міка Сакай Юй Сакурай Біба                    | 4:13.752 | QB       |
| 4     | 2        | Угорщина       | Рожа Дараш Бернадетт Гейдум Еріка Гушар Андреа Кешлер        | 4:17.487 | QB       |

### Фінали

#### Фнал B
| Місце | Країна     | Ковзанярі                                                  | Час      | Примітки |
| ----- | ---------- | ---------------------------------------------------------- | -------- | -------- |
| 4     | Нідерланди | Санне ван Керкгоф Йорін тер Морс Анніта ван Дорн Маїке Фос | 4:16.120 |          |
| 5     | Угорщина   | Рожа Дараш Бернадетт Гейдум Еріка Гушар Андреа Кешлер      | 4:17.937 |          |
| 6     | Італія     | Лучія Перетті Чечілія Маффей Мартіна Вальчепіна Катя Дзіні | 4:18.559 |          |
| 7     | Японія     | Іто Аюко Садакане Хіроко Сакай Юй Сакурай Біба             | 4:28.745 |          |

#### Фінал A
| Місце | Країна         | Ковзанярі                                               | Час      | Примітки |
| ----- | -------------- | ------------------------------------------------------- | -------- | -------- |
| 1     | КНР            | Сунь Ліньлінь Ван Мен Чжан Хвей Чжоу Ян                 | 4:06.610 | СР       |
| 2     | Канада         | Джессіка Ґреґґ Калина Роберж Маріан Сен-Желе Таня Вісан | 4:09.137 |          |
| 3     | США            | Еллісон Бейвер Елісон Дудек Лана Герінг Кетрін Ройттер  | 4:14.081 |          |
|       | Південна Корея | Чо Ха Рі Кім Мін Чжун Лі Ин Бюл Пак Син Хі              |          | DSQ      |